# ديفيد كيرك
ديفيد كيرك (بالإنجليزية: David Kirk)‏ هو كاهن كاثوليكي أمريكي، ولد في 12 مارس 1935، وتوفي في 23 مايو 2007.